# Prîvilne, Pervomaiske
Prîvilne (în ucraineană Привільне) este un sat în comuna Oleksiivka din raionul Pervomaiske, Republica Autonomă Crimeea, Ucraina.

## Demografie
Componența lingvistică a localității Prîvilne
     Ucraineană (38,81%)
     Rusă (36,57%)
     Tătară crimeeană (18,66%)
     Română (2,24%)
Conform recensământului din 2001, nu exista o limbă vorbită de majoritatea populației, aceasta fiind compusă din vorbitori de ucraineană (38,81%), rusă (36,57%), tătară crimeeană (18,66%) și română (2,24%).